# La dea della vendetta
La dea della vendetta (titolo originale The Scarab Murder Case) è un romanzo poliziesco del 1930 di S.S. Van Dine. È il quinto della serie che ha come protagonista l'investigatore dilettante dai poliedrici interessi Philo Vance.

## Trama
L'archeologo Donald Scarlett si presenta trafelato di prima mattina in casa di Philo Vance per riferirgli una tragica notizia. Entrando nel museo privato attiguo alla casa del noto egittologo Mindrum W.C. Bliss ha scoperto il cadavere di Benjamin F. Kyle, finanziatore delle spedizioni archeologiche guidate dal dottor Bliss, per il quale Scarlett lavora. Il filantropo è stato ucciso da un violento colpo alla testa sferrato con una pesante statua in pietra raffigurante Sakhmet, la dea egizia della vendetta. Vance avverte immediatamente il suo amico John F.X.Markham, il procuratore distrettuale di New York, e insieme si recano sulla scena del crimine. Subito balzano agli occhi diversi elementi che puntano verso la colpevolezza del dottor Bliss: impronte nel sangue lasciate da una scarpa da tennis del dottore, un antico scarabeo montato in una spilla da cravatta appartenente a Bliss si trova vicino al cadavere, e, come tocco finale, le impronte digitali del dottore sono le sole ritrovate sulla statua. Markham e il sergente Heath sono pronti ad arrestare il famoso archeologo, ma Vance fa di tutto per dissuaderli. Se Bliss è colpevole, perché nel suo caffè ci sono tracce di oppio? E perché nel suo studio viene ritrovata la scarpa insanguinata ma non c'è traccia dell'altra? Qualcuno sta forse cercando di incolparlo? Solo dopo lunghi interrogatori di tutti i membri della casa, tra cui spiccano Meryt-Amen, la giovane moglie egiziana di Bliss, Salveter, il nipote di Kyle, e Hani, un servitore molto particolare, Vance sarà in grado di svelare il complesso piano dell'assassino, facendo anche appello alle sue estese conoscenze di arte ed egittologia.

## Personaggi Principali
- Philo Vance - investigatore dilettante
- Currie - maggiordomo di Vance
- John F.X. Markham - procuratore distrettuale
- Ernest Heath - sergente di polizia
- Benjamin F. Kyle - collezionista e mecenate
- Mindrum W.C. Bliss - famoso egittologo
- Donald Scarlett - archeologo inglese
- Robert Salveter - nipote di Kyle, archeologo
- Meryt-Amen - moglie di Bliss
- Anupu Hani - servitore di Meryt-Amen
- Brush - maggiordomo di casa Bliss
- Dingle - cameriera
- Dottor Doremus - medico legale
- Snitkin, Hennessey, Emery - poliziotti

## Critica
"The Scarab Murder Case è il migliore esempio delle abilità di narratore di Van Dine. Una elaborata indagine su un omicidio si svolge in un museo di egittologia, e i molti dettagli e gli snodi complessi della trama catturano l'interesse del lettore. [...] La soluzione è al tempo stesso un po' troppo ovvia e molto poco plausibile."

## Opere derivate
Nel 1936 da questo libro fu tratto il film omonimo The Scarab Murder Case, con Wilfrid Hyde-White nel ruolo di Philo Vance. Il film è attualmente considerato perduto dal British Film Institute, che non ne ha copia nei suoi archivi.

## Edizioni italiane
- La dea della vendetta, traduzione di Enrico Piceni, Collana I Gialli Mondadori n.36, Milano, Mondadori, 1932. - Collana I Capolavori dei Gialli Mondadori n.105, novembre 1958; Mondadori, 1981.
- La dea della vendetta, traduzione di Pietro Ferrari, Collana I Classici del Giallo Mondadori n.619, ottobre 1990,  p. 208.
- La dea della vendetta, traduzione di Alda Carrer, Roma, Newton Compton, 1993-2017  [Garden Editoriale, Milano, 1992].
- La dea della vendetta, Collana Grandi gialli, Santarcangelo di Romagna, Rusconi, 2010, ISBN 978-88-180-2712-9.
- La dea della vendetta, traduzione di V. Vetri, Collana Classici del giallo, Barbera, 2010, ISBN 978-88-789-9426-3.
- La dea della vendetta, Collana Giallo classico, Crescere, 2014, ISBN 978-88-833-7251-3.